# Lucas Crespi
Lucas Crespi  (Buenos Aires, 16 de junio de 1975) es un actor argentino de televisión, teatro y cine.

## Carrera
Estudió actuación con Hugo Midón en la Escuela de Iniciación Teatral Río Plateado. Ha cursado talleres de coreografía, producción teatral, comedia y canto con diversos directores en Argentina. Sus primeros trabajos en televisión han sido Chiquititas y Verano del '98. 
En el 2001 trabajo en las series Las amantes y EnAmorArte. Ese mismo año actuó en la película Rodrigo, la película.
En el 2002 protagonizó el Ep: "El segundo" de Tiempo final junto a Nicolás Pauls, Julieta Cardinali, Esteban Coletti, Mercedes Funes, Marcelo Zanelli, Daniel Reyes. 
En el 2003 formó parte del elenco de la serie Rincón de luz que estuvo protagonizada por Guido Kaczka y Soledad Pastorutti. Ese mismo año actuó en la película mexicana Nicotina.
En el 2004 hizo una participación en la serie Sangre fría.
En el 2005 formó parte del elenco de la serie Amor en custodia. Ese mismo año protagonizó el Ep: "Imborrable" de Conflictos en red.
En los años 2005 y 2006 formó parte del elenco de la serie Se dice amor.
En el año 2008 protagonizó el documental El camino junto a Rubén Stella. 
En el año 2009, encarnó a Juan Nero y Víctor Vörg donde hizo una participación especial en la serie Casi ángeles que estuvo protagonizada por Mariano Torre y Emilia Attias. Ese mismo año protagonizó el documental La quiero y espero junto a  Martín Gross y María Milessi. 
En el año 2010 actuó en la película Amor en tránsito. 
En el año 2012 hizo una participación en la serie El donante. Ese mismo año formó parte del elenco de la serie  Volver a nacer y también ese mismo año formó parte del elenco de la serie La viuda de Rafael. 
En el año 2017 protagonizó el documental Doppelganger junto a Lucía Ferreyra, Martín Tchira y Ezequiel Tronconi. Ese mismo año actuó en la película Veredas.

## Filmografía

### Televisión
- Jungle Nest (2015)
- 4 reinas (2015)
- Coma, el amor te despierta (2014)
- La viuda de Rafael (2012)
- Casi ángeles (2009)
- Bella y bestia (2008)
- Se dice amor (2006)
- Amor en custodia (2005)
- Historias de sexo de gente común (2005)
- Conflictos en red (2005)
- Sangre fría (2004)
- Rincón de luz (2003)
- Tiempo Final (2002)
- Las amantes (2001)
- EnAmorArte (2001)
- Verano del 98 (1999–2000)
- Chiquititas (1999)

### Películas
- El encanto (2020)
- Amor en tránsito (2010)
- El camino (cortometraje)  (2008)
- Nicotina  (2003)
- Rodrigo, la película  (2001)

### Videografía
- Jugar con fuego de Adrián Barilari (2013)

## Teatro
- Volcán de Brujas (2022-2024)
- Ejercicios fantásticos del YO (2018)
- Casa Linguee (2017)
- Camping I: Mirar atrás sin volverse (2014–2015)
- Segunda vuelta (2014–2015)
- An Alphabet (2007)
- Ciclo Radio Teatro para ver: Los Desventurados (2006)
- Festival de Música Contemporánea: Laborintus II (2005)
- Teatro por la Identidad: Blanco sobre Blanco (2001)
- Chiquititas (1999)
- Bavia (1998)
- Hotel Oasis (1998)

## Narrador
- Comercial Coca-Cola "Manifiesto" (2000)

## Premios y nominaciones
- 2018 - Premios Ace - Revelación Masculina - Ejercicios fantásticos del YO - Ganador[1]